# Aristostomias xenostoma
Aristostomias xenostoma es una especie de pez de la familia Stomiidae en el orden de los Stomiiformes.

## Morfología
• Los machos pueden llegar alcanzar los 15 cm de longitud total.

## Hábitat
Es un pez de  mar y de aguas  tropicales.

## Distribución geográfica
Se encuentra en el Atlántico oriental (desde Mauritania hasta Angola), el Atlántico occidental (desde el Golfo de México  hasta el Brasil, incluyendo el Mar Caribe, el Índico (5 ° N-15 ° S), el Mar de China Meridional y el Pacífico oriental.